# Juan Manuel Vargas
Juan Manuel Vargas Risco (Lima, 5 ottobre 1983) è un ex calciatore peruviano di ruolo centrocampista.
È soprannominato el Loco (il Pazzo).

## Caratteristiche tecniche
Inizia giocando come terzino, ma dal 2008 con Walter Zenga alla guida del Catania si è affermato nel ruolo di esterno offensivo e successivamente anche come interno sinistro di centrocampo. Vargas era un mancino abile nel dribbling, nella velocità della corsa e dal tiro molto potente dalla distanza. Notevole era la sua abilità nei calci piazzati e nell'effettuare cross precisi per i compagni.

## Carriera

### Inizi in Perù e Argentina
Inizia la sua carriera in Perù nel 2002 con l'Universitario. La sua prima partita da professionista la disputa il 24 novembre 2002 contro il Cienciano (che vince per 3-2). Dopo due anni nell'Universitario, con cui gioca 72 partite e segna 8 gol, Vargas viene ceduto al Colón. Dal 2004 al 2006 trascorre due stagioni con il Colón, collezionando 53 presenze, segnando 5 reti.

### Catania
Nell'estate 2006 si trasferisce al Catania, con cui firma un contratto quadriennale. Le sue prime due stagioni in Italia sono positive: nella prima è utilizzato inizialmente come riserva di Gianluca Falsini, ma diviene titolare dopo il suo infortunio. Nella prima annata colleziona 33 presenze e nessun gol. Il secondo anno segna la prima rete in Serie A contro il Siena e aiuta il Catania verso la salvezza e le semifinali di Coppa Italia.
A fine stagione è sceso in campo 36 volte mettendo a segno 5 centri. Vargas si congeda dai tifosi catanesi nella partita decisiva per la salvezza del club siciliano, Catania-Roma 1-1.

### Fiorentina
Il 4 luglio 2008 la Fiorentina annuncia, tramite un comunicato ufficiale, l'ingaggio del giocatore. Al Catania viene corrisposta una cifra pari a 12 milioni di euro.
Il 12 agosto 2008 fa il suo esordio in Champions League con la maglia della Fiorentina nel preliminare d'andata contro lo Slavia Praga terminato 2-0 per i gigliati. Il 31 agosto 2008 esordisce in Serie A con la maglia della Fiorentina contro la Juventus, incontro terminato 1-1.
Non impiegato dal mister Cesare Prandelli nella trasferta di Napoli è tra i titolari della notte di Lione, esordio assoluto per lui in Champions League.
Nella seconda parte della stagione il mister Prandelli lo schiera non più come terzino ma come esterno offensivo. Il primo goal in maglia viola arriva contro il Cagliari, l'11 aprile 2009, nella partita vinta dalla Fiorentina per 2-1. Il 25 aprile 2009 apre le marcature con un tiro da fuori area nella partita vinta 4-1 contro la Roma. Segna ancora contro il Torino il 3 maggio 2009, partita vinta grazie al suo gol.
La stagione successiva Vargas viene schierato sempre come esterno offensivo. Segna il suo primo goal europeo nella partita di andata dei preliminari di Champions League contro lo Sporting Lisbona, giocata allo Stadio José Alvalade, finita poi con il punteggio di 2-2; risultato che sarà utile ai viola per accedere alla fase a gironi della Champions League, dopo l'1-1 del ritorno. La prima rete stagionale in campionato arriva nell'1-1 in casa della Juventus, il 17 ottobre 2009. Il 24 novembre, a Firenze, segna su calcio di rigore il gol che dà alla Fiorentina la vittoria per 1-0 contro il Lione e la certezza di qualificarsi agli ottavi di finale. Il 9 marzo 2010, segna la prima rete del ritorno dei medesimi, gara vinta per 3-2 contro il Bayern Monaco; nonostante ciò, i viola non passeranno il turno per il 2-1 tedesco dell'andata. Chiude la stagione con un totale di 8 reti (5 in campionato) in 42 presenze (29 in Serie A).
Nella stagione successiva, sotto la guida di Siniša Mihajlović, disputa 24 partite e realizza 4 gol, il primo il dei quali 13 marzo 2011, decisivo per la vittoria in casa del Chievo Verona (1-0). Nel campionato seguente, invece, scende in campo in 26 occasioni totali, senza mai andare a segno.

### Genoa
Il 31 agosto 2012 viene ufficializzato il suo trasferimento al Genoa in prestito con diritto di riscatto. Fa il suo esordio in rossoblù il 2 settembre 2012, in occasione della trasferta di Catania della seconda giornata di campionato. A fine stagione non viene riscattato dal club ligure e torna dunque alla Fiorentina.

### Ritorno alla Fiorentina
Tornato in viola, non rientrando nei piani dell'allenatore Vincenzo Montella, viene relegato in panchina nella prime giornate ed escluso dalla lista per l'Europa League. Nonostante ciò Vargas riesce a trovare il campo con una certa continuità, andando a segno alla sesta giornata contro il Parma, siglando il momentaneo 2-1 prima del 2-2 finale. Il 16 ottobre 2013 rinnova il contratto con la Fiorentina fino al 30 giugno 2015, allungandolo di un anno. Il 2 novembre 2013 apre le marcature nella sfida vinta 2-0 contro il Milan a San Siro, con una punizione deviata dalla barriera.

### Betis Siviglia
Rimasto svincolato, il 12 agosto 2015 passa ufficialmente a titolo definitivo al Betis Siviglia, firmando un contratto che lo legherà alla società andalusa per due stagioni.
Il 31 agosto 2016 rescinde il contratto che lo legava al team andaluso.

### Ritorno in patria e ritiro
Il 4 gennaio 2017, torna ufficialmente in Perù a parametro zero, firmando per l'Universitario. In due anni, totalizzerà 47 presenze segnando 6 reti, notando il suo grande cambiamento fisico dopo le controversie riguardanti il suo stato di forma. Il 1º gennaio 2019, Vargas ha lasciato ufficialmente il club, per poi ritirarsi dal calcio giocato.

### Nazionale
Ha giocato nella nazionale peruviana Under-20 assommando 3 presenze nel campionato sudamericano 2003 in Uruguay e in quella maggiore giocando cinque partite nelle eliminatorie del mondiale di Germania 2006. Conta due reti in nazionale maggiore, una realizzata in un'amichevole con la Bolivia e una contro il Brasile nelle qualificazioni al campionato del mondo del 2010, che sancisce il definitivo 1-1. Vargas ha anche disputato la Coppa America 2011: durante i supplementari del quarto di finale contro la Colombia ha contribuito al passaggio del turno con la rete del 2-0. Il Perù si è poi guadagnato il terzo posto battendo il Venezuela per 4-1.

## Statistiche

### Presenze e reti nei club
Statistiche aggiornate all'8 ottobre 2018
| Stagione             | Squadra              | Campionato           | Campionato | Campionato | Coppe nazionali | Coppe nazionali | Coppe nazionali | Coppe continentali | Coppe continentali | Coppe continentali | Altre coppe | Altre coppe | Altre coppe | Totale | Totale |
| Stagione             | Squadra              | Comp                 | Pres       | Reti       | Comp            | Pres            | Reti            | Comp               | Pres               | Reti               | Comp        | Pres        | Reti        | Pres   | Reti   |
| -------------------- | -------------------- | -------------------- | ---------- | ---------- | --------------- | --------------- | --------------- | ------------------ | ------------------ | ------------------ | ----------- | ----------- | ----------- | ------ | ------ |
| 2002                 | Universitario        | PD                   | 3          | 1          | -               | -               | -               | -                  | -                  | -                  | -           | -           | -           | 3      | 1      |
| 2003                 | Universitario        | PD                   | 25         | 1          | -               | -               | -               | CL                 | 3                  | 0                  | -           | -           | -           | 28     | 1      |
| 2004                 | Universitario        | PD                   | 41         | 6          | -               | -               | -               | -                  | -                  | -                  | -           | -           | -           | 41     | 6      |
| Totale Universitario | Totale Universitario | Totale Universitario | 69         | 8          |                 | 0               | 0               |                    | 3                  | 0                  |             |             |             | 72     | 8      |
| 2004-2005            | Colón                | PD                   | 18         | 3          | -               | -               | -               | -                  | -                  | -                  | -           | -           | -           | 18     | 3      |
| 2005-2006            | Colón                | PD                   | 36         | 1          | -               | -               | -               | -                  | -                  | -                  | -           | -           | -           | 36     | 1      |
| Totale Colón         | Totale Colón         | Totale Colón         | 54         | 4          |                 | 0               | 0               |                    | -                  | -                  |             |             |             | 54     | 4      |
| 2006-2007            | Catania              | A                    | 33         | 0          | CI              | -               | -               | -                  | -                  | -                  | -           | -           | -           | 33     | 0      |
| 2007-2008            | Catania              | A                    | 36         | 5          | CI              | 4               | 1               | -                  | -                  | -                  | -           | -           | -           | 40     | 6      |
| Totale Catania       | Totale Catania       | Totale Catania       | 69         | 5          |                 | 4               | 1               |                    | 0                  | 0                  |             |             |             | 73     | 6      |
| 2008-2009            | Fiorentina           | A                    | 27         | 3          | CI              | -               | -               | UCL                | 7                  | 0                  | -           | -           | -           | 34     | 3      |
| 2009-2010            | Fiorentina           | A                    | 29         | 5          | CI              | 3               | 0               | UCL                | 10                 | 3                  | -           | -           | -           | 42     | 8      |
| 2010-2011            | Fiorentina           | A                    | 24         | 4          | CI              | 0               | 0               |                    | -                  | -                  |             | -           | -           | 24     | 4      |
| 2011-2012            | Fiorentina           | A                    | 24         | 0          | CI              | 2               | 0               |                    | -                  | -                  |             | -           | -           | 26     | 0      |
| 2012-2013            | Genoa                | A                    | 20         | 0          | CI              | -               | -               | -                  | -                  | -                  | -           | -           | -           | 20     | 0      |
| 2013-2014            | Fiorentina           | A                    | 24         | 4          | CI              | 4               | 2               | UEL                | 3                  | 0                  | -           | -           | -           | 31     | 6      |
| 2014-2015            | Fiorentina           | A                    | 19         | 1          | CI              | 1               | 0               | UEL                | 9                  | 3                  | -           | -           | -           | 29     | 4      |
| Totale Fiorentina    | Totale Fiorentina    | Totale Fiorentina    | 147        | 17         |                 | 10              | 2               |                    | 29                 | 6                  |             | -           | -           | 186    | 25     |
| 2015-2016            | Betis                | PD                   | 20         | 2          | CR              | 2               | 1               | -                  | -                  | -                  | -           | -           | -           | 22     | 3      |
| 2017                 | Universitario        | PD                   | 26         | 4          | -               | -               | -               | CL                 | 1                  | 0                  | -           | -           | -           | 27     | 4      |
| 2018                 | Universitario        | PD                   | 21         | 2          | -               | -               | -               | CL                 | 1                  | 0                  | -           | -           | -           | 22     | 2      |
| Totale Universitario | Totale Universitario | Totale Universitario | 47         | 6          |                 | -               | -               |                    | 2                  | 0                  |             |             |             | 49     | 6      |
| Totale carriera      | Totale carriera      | Totale carriera      | 426        | 42         |                 | 16              | 4               |                    | 34                 | 6                  |             | -           | -           | 476    | 50     |

### Cronologia presenze e reti in Nazionale
| Cronologia completa delle presenze e delle reti in nazionale ― Perù | Cronologia completa delle presenze e delle reti in nazionale ― Perù | Cronologia completa delle presenze e delle reti in nazionale ― Perù | Cronologia completa delle presenze e delle reti in nazionale ― Perù | Cronologia completa delle presenze e delle reti in nazionale ― Perù | Cronologia completa delle presenze e delle reti in nazionale ― Perù | Cronologia completa delle presenze e delle reti in nazionale ― Perù | Cronologia completa delle presenze e delle reti in nazionale ― Perù |
| Data                                                                | Città                                                               | In casa                                                             | Risultato                                                           | Ospiti                                                              | Competizione                                                        | Reti                                                                | Note                                                                |
| ------------------------------------------------------------------- | ------------------------------------------------------------------- | ------------------------------------------------------------------- | ------------------------------------------------------------------- | ------------------------------------------------------------------- | ------------------------------------------------------------------- | ------------------------------------------------------------------- | ------------------------------------------------------------------- |
| 13-10-2004                                                          | Asunción                                                            | Paraguay                                                            | 1 – 1                                                               | Perù                                                                | Qual. Mondiali 2006                                                 | -                                                                   |                                                                     |
| 17-11-2004                                                          | Lima                                                                | Perù                                                                | 2 – 1                                                               | Cile                                                                | Qual. Mondiali 2006                                                 | -                                                                   |                                                                     |
| 30-3-2005                                                           | Lima                                                                | Perù                                                                | 2 – 2                                                               | Ecuador                                                             | Qual. Mondiali 2006                                                 | -                                                                   |                                                                     |
| 4-6-2005                                                            | Barranquilla                                                        | Colombia                                                            | 5 – 0                                                               | Perù                                                                | Qual. Mondiali 2006                                                 | -                                                                   |                                                                     |
| 17-8-2005                                                           | Tacna                                                               | Perù                                                                | 3 – 1                                                               | Cile                                                                | Amichevole                                                          | -                                                                   | 84’                                                                 |
| 3-9-2005                                                            | Maracaibo                                                           | Venezuela                                                           | 4 – 1                                                               | Perù                                                                | Amichevole                                                          | -                                                                   | 38’                                                                 |
| 7-10-2006                                                           | Viña del Mar                                                        | Cile                                                                | 3 – 2                                                               | Perù                                                                | Amichevole                                                          | -                                                                   | 41’                                                                 |
| 15-11-2006                                                          | Kingston                                                            | Giamaica                                                            | 1 – 1                                                               | Perù                                                                | Amichevole                                                          | -                                                                   |                                                                     |
| 3-6-2007                                                            | Madrid                                                              | Ecuador                                                             | 1 – 2                                                               | Perù                                                                | Amichevole                                                          | -                                                                   | 46’                                                                 |
| 8-9-2007                                                            | Lima                                                                | Perù                                                                | 2 – 2                                                               | Colombia                                                            | Amichevole                                                          | -                                                                   |                                                                     |
| 12-9-2007                                                           | Lima                                                                | Perù                                                                | 2 – 0                                                               | Bolivia                                                             | Amichevole                                                          | 1                                                                   |                                                                     |
| 13-10-2007                                                          | Lima                                                                | Perù                                                                | 0 – 0                                                               | Paraguay                                                            | Qual. Mondiali 2010                                                 | -                                                                   | 84’                                                                 |
| 17-10-2007                                                          | Santiago del Cile                                                   | Cile                                                                | 2 – 0                                                               | Perù                                                                | Qual. Mondiali 2010                                                 | -                                                                   | 69’                                                                 |
| 18-11-2007                                                          | Lima                                                                | Perù                                                                | 1 – 1                                                               | Brasile                                                             | Qual. Mondiali 2010                                                 | 1                                                                   | 72’                                                                 |
| 8-6-2008                                                            | Chicago                                                             | Messico                                                             | 4 – 0                                                               | Perù                                                                | Amichevole                                                          | -                                                                   | 46’ 75’                                                             |
| 14-6-2008                                                           | Lima                                                                | Perù                                                                | 1 – 1                                                               | Colombia                                                            | Qual. Mondiali 2010                                                 | -                                                                   |                                                                     |
| 17-6-2008                                                           | Montevideo                                                          | Uruguay                                                             | 6 – 0                                                               | Perù                                                                | Qual. Mondiali 2010                                                 | -                                                                   | 46’                                                                 |
| 6-9-2008                                                            | Lima                                                                | Perù                                                                | 1 – 0                                                               | Venezuela                                                           | Qual. Mondiali 2010                                                 | -                                                                   |                                                                     |
| 10-9-2008                                                           | Lima                                                                | Perù                                                                | 1 – 1                                                               | Argentina                                                           | Qual. Mondiali 2010                                                 | -                                                                   |                                                                     |
| 11-10-2008                                                          | La Paz                                                              | Bolivia                                                             | 3 – 0                                                               | Perù                                                                | Qual. Mondiali 2010                                                 | -                                                                   | 27’                                                                 |
| 15-10-2008                                                          | Asunción                                                            | Paraguay                                                            | 1 – 1                                                               | Perù                                                                | Qual. Mondiali 2010                                                 | -                                                                   |                                                                     |
| 29-3-2009                                                           | Lima                                                                | Perù                                                                | 1 – 3                                                               | Cile                                                                | Qual. Mondiali 2010                                                 | -                                                                   | 39’, 52’                                                            |
| 7-6-2009                                                            | Lima                                                                | Perù                                                                | 1 – 2                                                               | Ecuador                                                             | Qual. Mondiali 2010                                                 | 1                                                                   |                                                                     |
| 10-6-2009                                                           | Medellín                                                            | Colombia                                                            | 1 – 0                                                               | Perù                                                                | Qual. Mondiali 2010                                                 | -                                                                   | 21’                                                                 |
| 5-9-2009                                                            | Lima                                                                | Perù                                                                | 1 – 0                                                               | Uruguay                                                             | Qual. Mondiali 2010                                                 | -                                                                   | 89’                                                                 |
| 10-10-2009                                                          | Buenos Aires                                                        | Argentina                                                           | 2 – 1                                                               | Perù                                                                | Qual. Mondiali 2010                                                 | -                                                                   |                                                                     |
| 14-10-2009                                                          | Lima                                                                | Perù                                                                | 1 – 0                                                               | Bolivia                                                             | Qual. Mondiali 2010                                                 | -                                                                   |                                                                     |
| 4-9-2010                                                            | Toronto                                                             | Canada                                                              | 0 – 2                                                               | Perù                                                                | Amichevole                                                          | -                                                                   | 63’                                                                 |
| 7-9-2010                                                            | Fort Lauderdale                                                     | Giamaica                                                            | 1 – 2                                                               | Perù                                                                | Amichevole                                                          | -                                                                   |                                                                     |
| 17-11-2010                                                          | Bogotà                                                              | Colombia                                                            | 1 – 1                                                               | Perù                                                                | Amichevole                                                          | -                                                                   | 74’                                                                 |
| 29-3-2011                                                           | L'Aia                                                               | Ecuador                                                             | 0 – 0                                                               | Perù                                                                | Amichevole                                                          | -                                                                   | 60’                                                                 |
| 4-7-2011                                                            | San Juan                                                            | Uruguay                                                             | 1 – 1                                                               | Perù                                                                | Coppa America 2011 - 1º turno                                       | -                                                                   | 60’ 84’                                                             |
| 8-7-2011                                                            | Mendoza                                                             | Perù                                                                | 1 – 0                                                               | Messico                                                             | Coppa America 2011 - 1º turno                                       | -                                                                   |                                                                     |
| 16-7-2011                                                           | Córdoba                                                             | Colombia                                                            | 0 – 2 dts                                                           | Perù                                                                | Coppa America 2011 - Quarti di finale                               | 1                                                                   |                                                                     |
| 19-7-2011                                                           | La Plata                                                            | Perù                                                                | 0 – 2                                                               | Uruguay                                                             | Coppa America 2011 - Semifinale                                     | -                                                                   | 68’                                                                 |
| 7-10-2011                                                           | Lima                                                                | Perù                                                                | 2 – 0                                                               | Paraguay                                                            | Qual. Mondiali 2014                                                 | -                                                                   |                                                                     |
| 11-10-2011                                                          | Santiago del Cile                                                   | Cile                                                                | 4 – 2                                                               | Perù                                                                | Qual. Mondiali 2014                                                 | -                                                                   |                                                                     |
| 15-11-2011                                                          | Quito                                                               | Ecuador                                                             | 2 – 0                                                               | Perù                                                                | Qual. Mondiali 2014                                                 | -                                                                   |                                                                     |
| 29-2-2012                                                           | Tunisi                                                              | Perù                                                                | 1 – 1                                                               | Tunisia                                                             | Amichevole                                                          | -                                                                   | 62’                                                                 |
| 15-8-2012                                                           | San José                                                            | Costa Rica                                                          | 0 – 1                                                               | Perù                                                                | Amichevole                                                          | -                                                                   | 84’                                                                 |
| 7-9-2012                                                            | Lima                                                                | Perù                                                                | 2 – 1                                                               | Venezuela                                                           | Qual. Mondiali 2014                                                 | -                                                                   |                                                                     |
| 16-10-2012                                                          | Asunción                                                            | Paraguay                                                            | 1 – 0                                                               | Perù                                                                | Qual. Mondiali 2014                                                 | -                                                                   |                                                                     |
| 1-6-2013                                                            | Panama                                                              | Panama                                                              | 1 – 2                                                               | Perù                                                                | Amichevole                                                          | -                                                                   | 75’                                                                 |
| 7-6-2013                                                            | Lima                                                                | Perù                                                                | 1 – 0                                                               | Ecuador                                                             | Qual. Mondiali 2014                                                 | -                                                                   | 80’                                                                 |
| 11-6-2013                                                           | Barranquilla                                                        | Colombia                                                            | 2 – 0                                                               | Perù                                                                | Qual. Mondiali 2014                                                 | -                                                                   | 47’                                                                 |
| 6-9-2013                                                            | Lima                                                                | Perù                                                                | 1 – 2                                                               | Uruguay                                                             | Qual. Mondiali 2014                                                 | -                                                                   | 46’                                                                 |
| 10-9-2013                                                           | Puerto La Cruz                                                      | Venezuela                                                           | 3 – 2                                                               | Perù                                                                | Qual. Mondiali 2014                                                 | -                                                                   |                                                                     |
| 11-10-2013                                                          | Buenos Aires                                                        | Argentina                                                           | 3 – 1                                                               | Perù                                                                | Qual. Mondiali 2014                                                 | -                                                                   |                                                                     |
| 15-10-2013                                                          | Lima                                                                | Perù                                                                | 1 – 1                                                               | Bolivia                                                             | Qual. Mondiali 2014                                                 | -                                                                   | 87’                                                                 |
| 10-10-2014                                                          | Valparaíso                                                          | Cile                                                                | 3 – 0                                                               | Perù                                                                | Amichevole                                                          | -                                                                   | 58’                                                                 |
| 14-10-2014                                                          | Lima                                                                | Perù                                                                | 1 – 0                                                               | Guatemala                                                           | Amichevole                                                          | -                                                                   | 57’                                                                 |
| 14-11-2014                                                          | Luque                                                               | Paraguay                                                            | 2 – 1                                                               | Perù                                                                | Amichevole                                                          | -                                                                   | 88’                                                                 |
| 18-11-2014                                                          | Lima                                                                | Perù                                                                | 2 – 1                                                               | Paraguay                                                            | Amichevole                                                          | -                                                                   |                                                                     |
| 14-6-2015                                                           | Temuco                                                              | Perù                                                                | 1 – 2                                                               | Brasile                                                             | Coppa America 2015 - 1º turno                                       | -                                                                   | 82’ 88’                                                             |
| 18-6-2015                                                           | Valparaíso                                                          | Perù                                                                | 1 – 0                                                               | Venezuela                                                           | Coppa America 2015 - 1º turno                                       | -                                                                   |                                                                     |
| 21-6-2015                                                           | Temuco                                                              | Colombia                                                            | 0 – 0                                                               | Perù                                                                | Coppa America 2015 - 1º turno                                       | -                                                                   |                                                                     |
| 25-6-2015                                                           | Temuco                                                              | Bolivia                                                             | 1 – 3                                                               | Perù                                                                | Coppa America 2015 - Quarti di finale                               | -                                                                   |                                                                     |
| 29-6-2015                                                           | Santiago del Cile                                                   | Cile                                                                | 2 – 1                                                               | Perù                                                                | Coppa America 2015 - Semifinale                                     | -                                                                   |                                                                     |
| 3-7-2015                                                            | Concepción                                                          | Perù                                                                | 2 – 0                                                               | Paraguay                                                            | Coppa America 2015 - Finale 3º Posto                                | -                                                                   |                                                                     |
| 5-9-2015                                                            | Washington                                                          | Stati Uniti                                                         | 2 – 1                                                               | Perù                                                                | Amichevole                                                          | -                                                                   |                                                                     |
| 8-9-2015                                                            | Harrison                                                            | Colombia                                                            | 1 – 1                                                               | Perù                                                                | Amichevole                                                          | -                                                                   |                                                                     |
| 24-3-2016                                                           | Lima                                                                | Perù                                                                | 2 – 2                                                               | Venezuela                                                           | Qual. Mondiali 2018                                                 | -                                                                   |                                                                     |
| Totale                                                              |                                                                     | Presenze                                                            | 62                                                                  |                                                                     | Reti                                                                | 4                                                                   |                                                                     |

## Palmarès
- Campionato di Apertura: 1

Universitario de Deportes: 2002